# Astylosternus occidentalis
Espèce
Synonymes
- Hylambates yalense Angel, 1944

Statut de conservation UICN

 LC  : Préoccupation mineure
Astylosternus occidentalis est une espèce d'amphibiens de la famille des Arthroleptidae.

## Répartition
Cette espèce se rencontre en Sierra Leone, au Liberia, dans le sud de la Guinée et dans l'ouest de la Côte d'Ivoire.

## Publication originale
- Parker, 1931 : Some new and rare frogs from West Africa. Annals and Magazine of Natural History, ser. 10, vol. 7, p. 492-498.